# Пертевниял Валиде-султан (мечеть)
Мечеть Пертевниял Валиде Султан (тур. Pertevniyal Valide Sultan Camii), также известная как Мечеть Аксарай Валиде Султан (тур. Aksaray Valide Sultan Camii) — мечеть XIX века, расположенная в окрестностях Аксарая, Фатих, Стамбул.

## Строительство
Мечеть была построена в 1869—1871 годах архитектором Саркисом Бальяном по поручению Пертевниял Султан, супруги султана Махмуда II и матери султана Абдул-Азиза. При строительстве было использовано сочетание различных стилей, таких как ренессанс, готика, имперский стиль, рококо и конечно традиционный османский. Мечеть имеет два минарета и маленький (по диаметру) высокий купол.
Рядом с мечетью расположены фонтан, библиотека, тюрбе Пертевниял Султан. Позже библиотека была перевезена в библиотеку комплекса Сулеймание. Изначально мечеть возвышалась над площадью Аксарай (тур. Aksaray meydani), но после реконструкции бульвара Ататюрка (тур. Atatürk bulvari) и строительства транспортных развязок в конце 50-х годов XX века она оказалась ниже уровня улицы и потеряла часть своего величия.

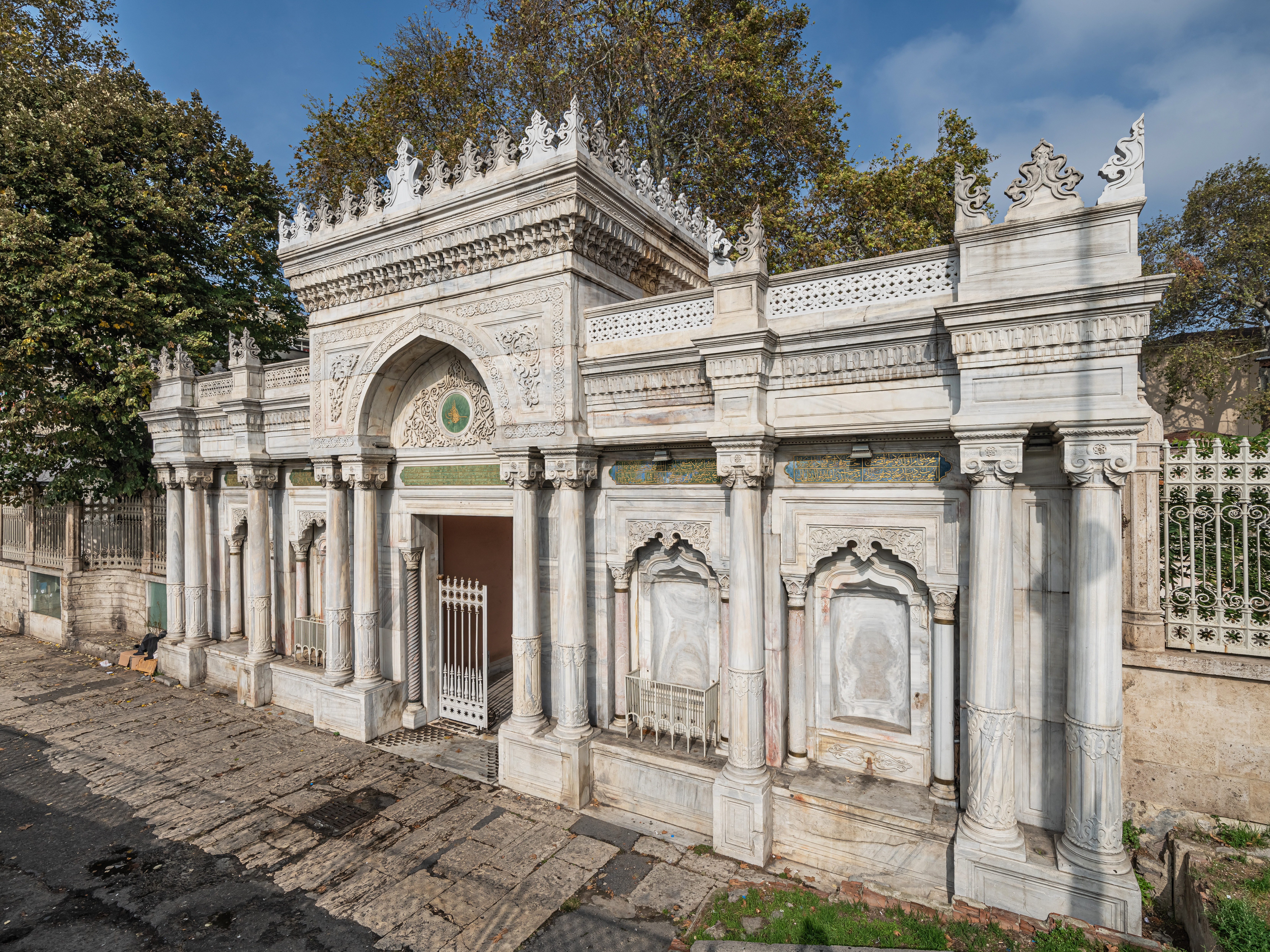
Ворота
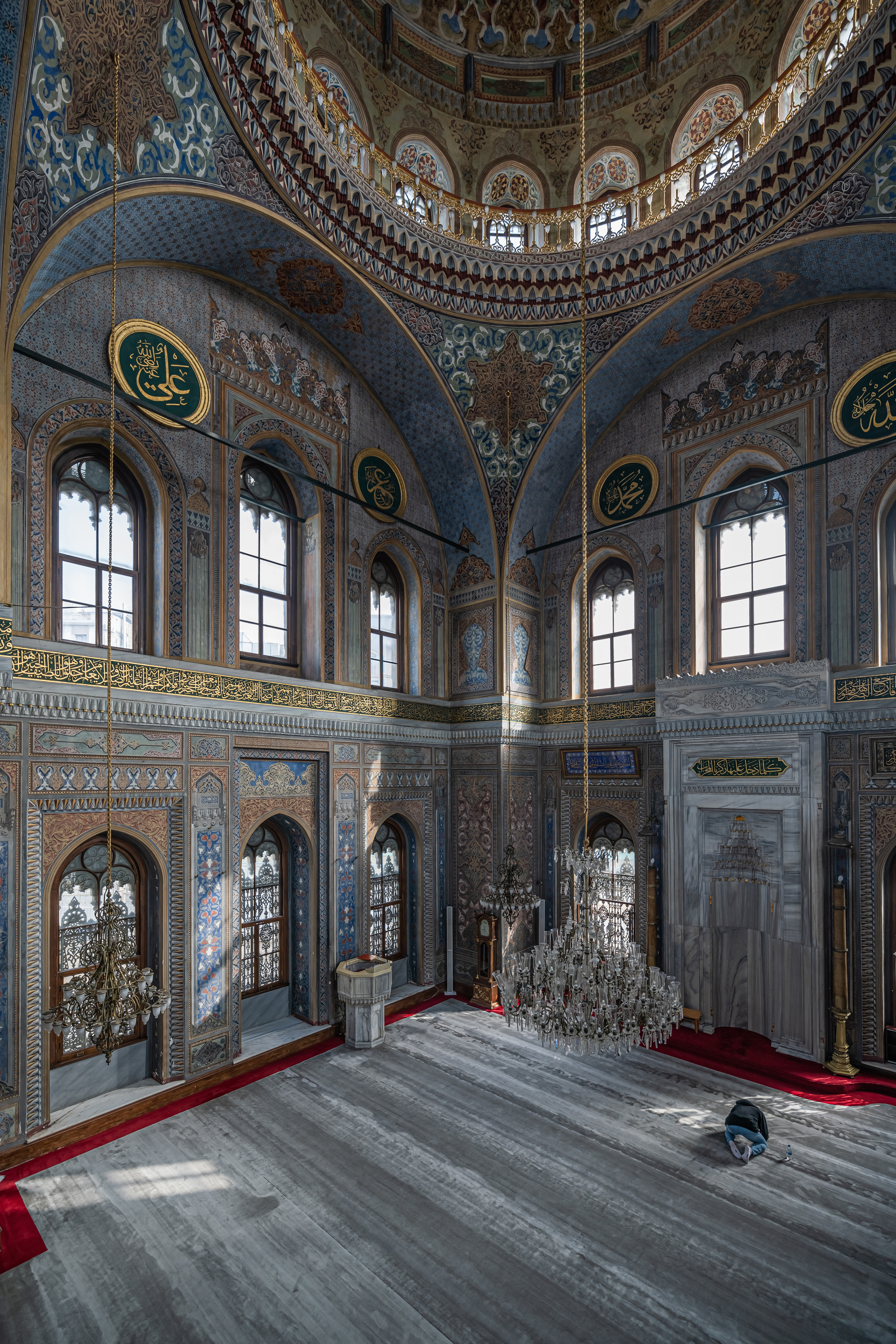
Общий интерьер
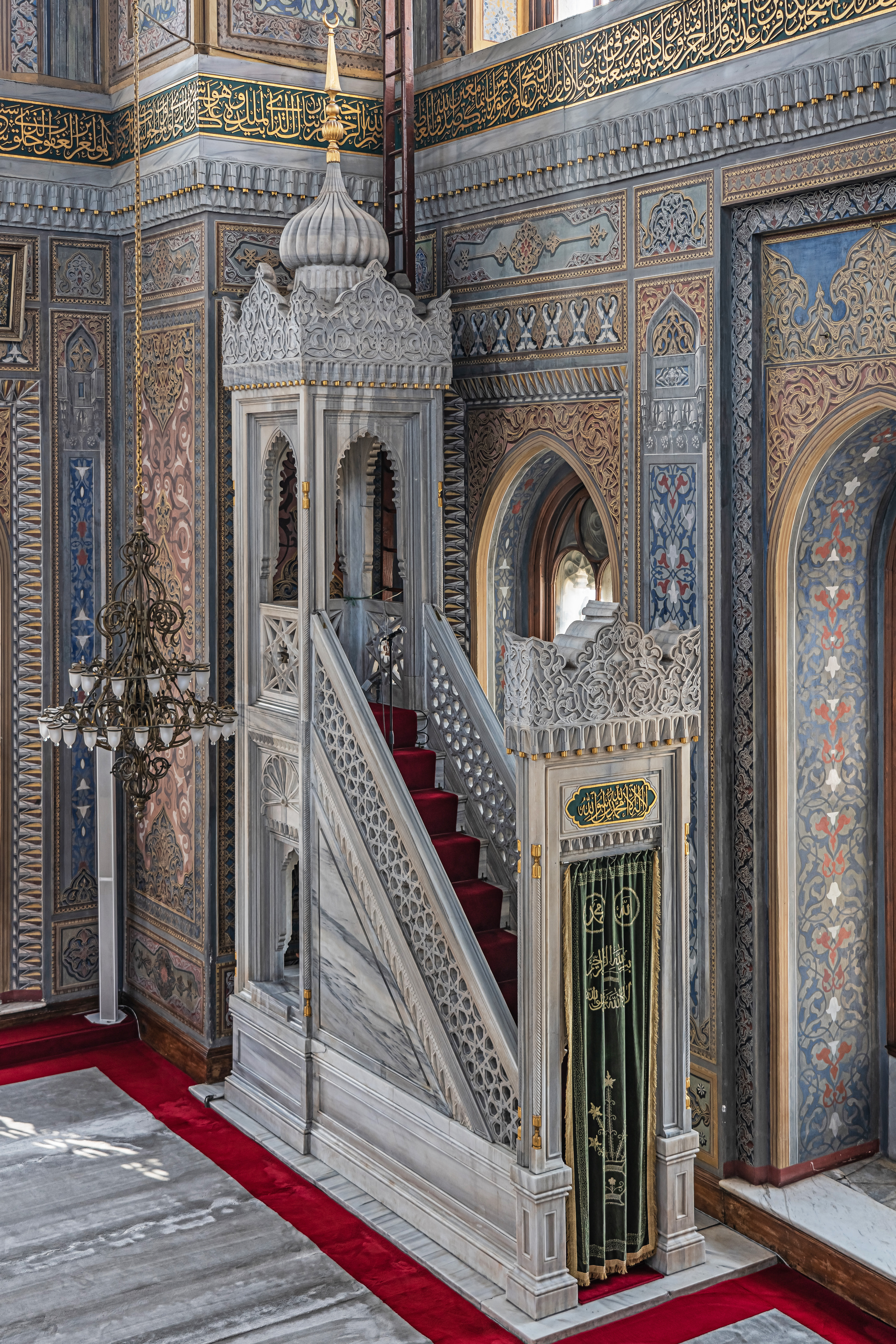
Минбар
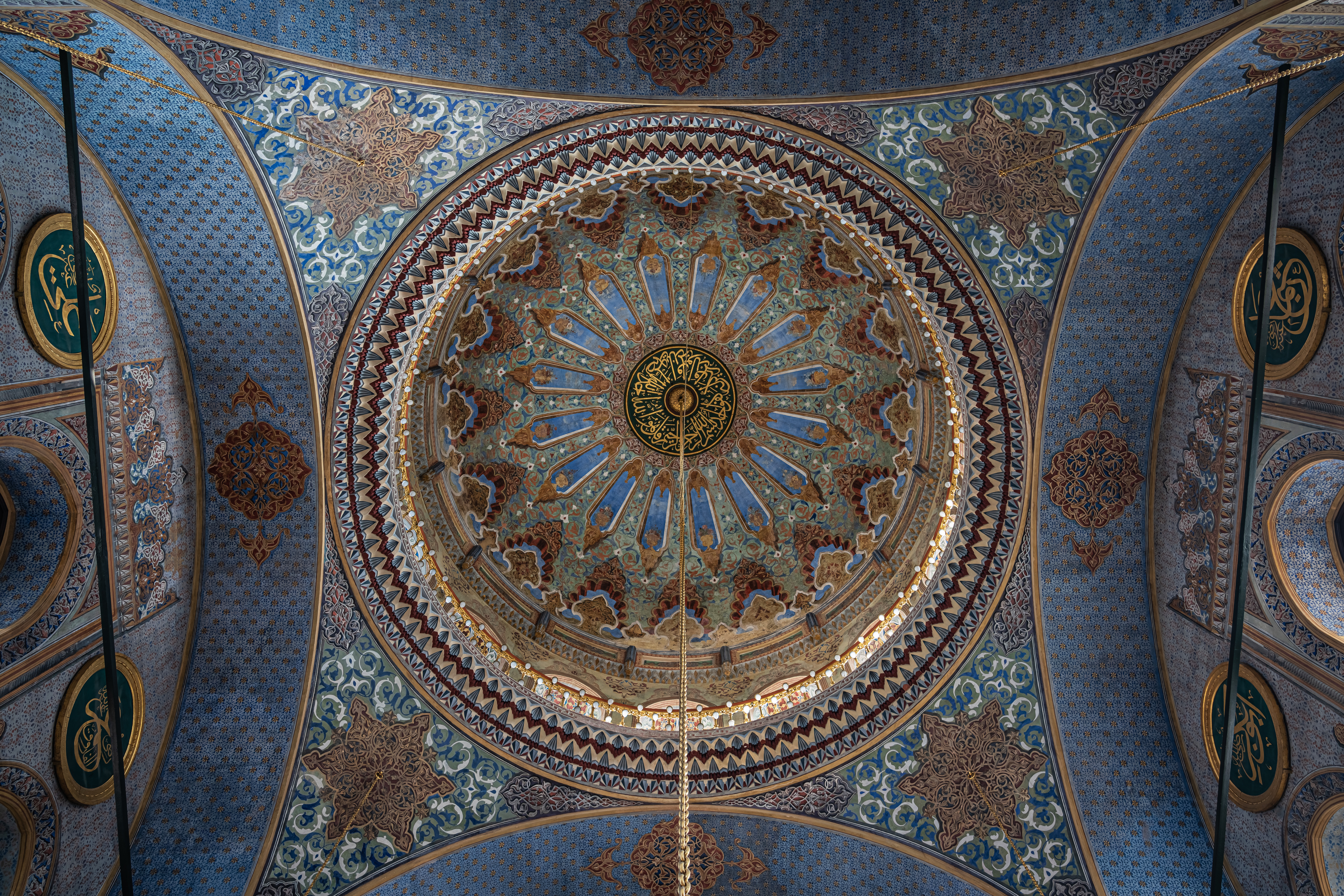
Интерьер купола
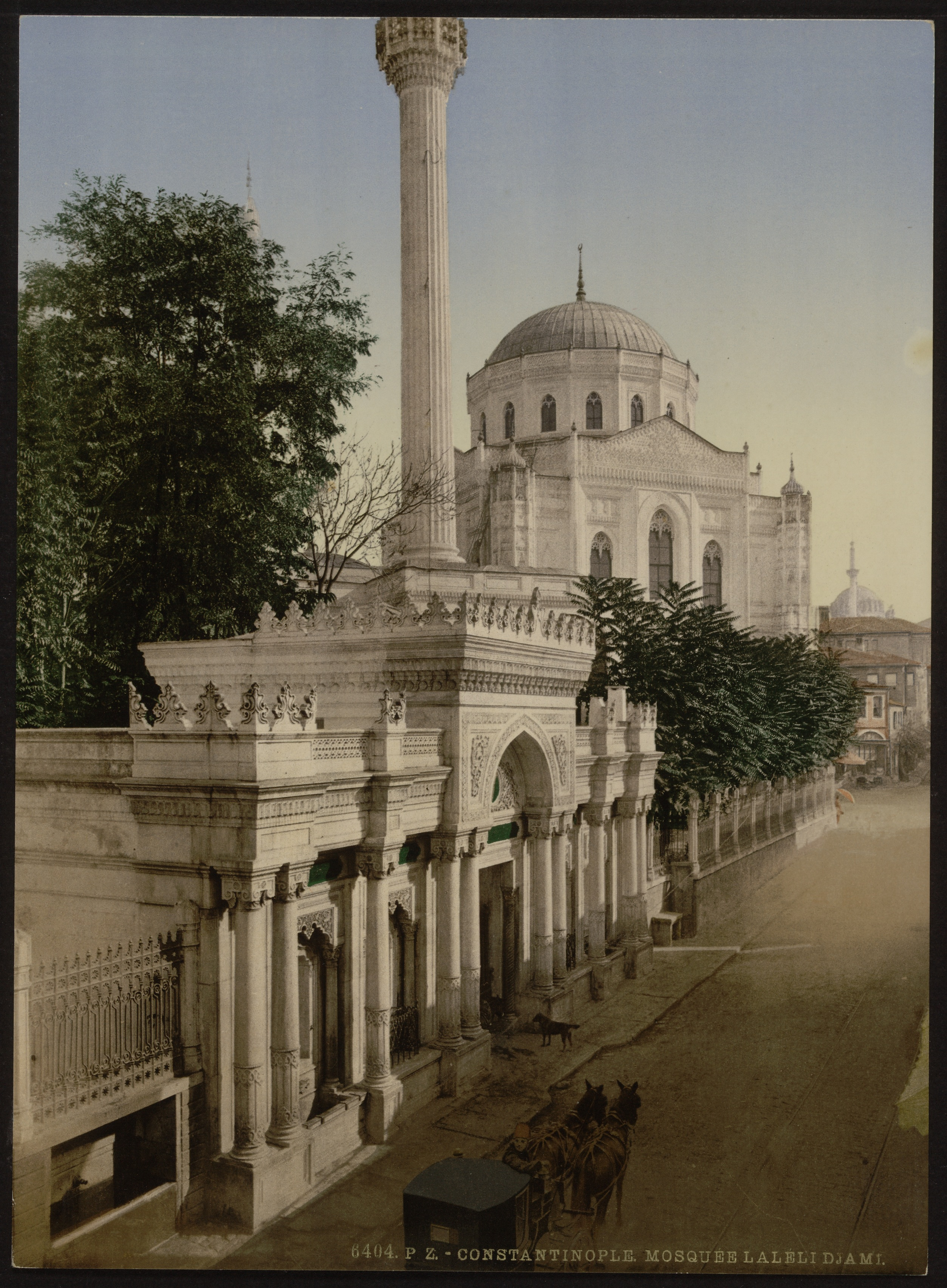
Вид мечети в конце XIX века